# Dyersville
Dyersville é uma cidade localizada no estado americano de Iowa, no Condado de Delaware e Condado de Dubuque.

## Demografia
Segundo o censo americano de 2000, a sua população era de 4 035 habitantes.
Em 2006, foi estimada uma população de 4 167, um aumento de 132 (3.3%).

## Geografia
De acordo com o United States Census Bureau tem uma área de 11,9 km², dos quais 11,9 km² cobertos por terra e 0,0 km² cobertos por água.

## Localidades na vizinhança
O diagrama seguinte representa as localidades num raio de 16 km ao redor de Dyersville.